# Giải bóng đá Cúp Quốc gia 1993
Giải bóng đá Cúp Quốc gia 1993 là mùa giải thứ hai của Giải bóng đá Cúp Quốc gia do Liên đoàn bóng đá Việt Nam (VFF) tổ chức, diễn ra từ tháng 5 năm 1993 đến ngày 28 tháng 8 năm 1993. 18 đội tham dự được chia theo 2 bảng đá vòng tròn chọn lấy 8 đội vào vòng chung kết tại Đà Nẵng.
Quảng Nam - Đà Nẵng đã lên ngôi vô địch sau khi đánh bại Tổng cục Đường sắt với tỷ số 2-1 trong trận chung kết tại Sân vận động Chi Lăng, Đà Nẵng .

## Trận chung kết
| Ngày 28 tháng 8 năm 1993 | Quảng Nam - Đà Nẵng | 2 – 1 | Tổng cục Đường sắt | Sân vận động Chi Lăng, Đà Nẵng |
| 16:00                    |                     |       |                    |                                |

| Vô địch Cúp Quốc gia 1993 Quảng Nam - Đà Nẵng Lần thứ nhất |